# 가노 히사요시 (1848년)
가노 히사요시(일본어: 加納久宜, 1848년 4월 22일 ~ 1919년 2월 26일)는 막말의 후다이 다이묘이자 메이지 시대부터 다이쇼 시대까지의 정치인 가문·정치인이다. 옛 가즈사 이치노미야번 마지막 번주. 후에 자작위를 수여받았다. 제국 시대에는 가고시마 현지사를 지냈다.
히사요시의 6녀 아소 나쓰코(麻生夏子, 아소 다키치의 아들 아소 다로의 부인)는 제92대 일본의 내각총리대신 아소 다로의 할머니이므로 히사요시는 다로의 진외증부가 된다.
친조부는 미이케번주 다치바나 다네치카이며 다네치카의 5남 다네미치가 히사요시의 친부이다. 히사요시는 다네미치의 3남으로 태어나 후에 이치노미야 가노가의 당주 가노 히사쓰네가 22세의 나이로 급사하여 다네미치는 히사쓰네의 양자로 입적하게 된다.
부인은 오기노 야마나카 번주 오쿠보 노리요시의 딸이다. 자식은 지바현지사를 지낸 히사아키라(자작) 등이 있다.

## 같이 보기
- 가노 히사미치 - 가노씨의 시조
- 다치바나 다네미치 - 히사요시의 친부
- 다치바나 다네유키 - 히사요시의 친형

| 전임 가노 히사쓰네 | 제4대 이치노미야번 번주 (가노가) 1867년 ~ 1871년 | 후임 폐번치현 |